# Axel Duwall (död 1630)
Anders Duwall (skrev själv namnet Mag Duwalt), död 6 september 1630 i Pommern, var en svensk militär.
Anders Duwall var son till den från Skottland invandrade fogden Albrekt MacDougall (d. 1641) och bror till Jacob Duwall. Han var 1624 kapten vid Gustaf Horns regemente och 1626 major vid brodern Jacob Duwalls regemente. Enligt adelns riksdagsprotokoll skulle Anders Duwall i januari 1627 ha infunnit sig på Riddarhuset, men åtminstone i mars samma år var han fången i Polen. Han utväxlades dock snart och deltog i maj samma år som en av de tre arriärgardesbefälhavarna som Weichsel för att inta skansarna i Käsemark. Duwall var en av de få som lyckades ta sig över floden men blev där tillfångatagen på nytt. Han utväxlades dock snart och var redan i början av juni på nytt i tjänst. I juli samma år skickades han med 200 musketerare att stödja Lars Kagg vid Dirschau och låg under vintern 1626-1627 i kvarter där. I oktober 1627 var han överstelöjtnant vid Upplands regemente. När Gustav II Adolf i maj 1628 i Marienburg tog emot en delegation från Stalsund som begärde hjälp mot de kejserliga, skickade kungen överste Fritz Rosladin och Duwall att med 600 man följa Clas Larsson Flemings eskader och komma staden till utsättning och de anlände dit vid midsommartid. Då de kejserliga natten mellan 27 och 28 juni stormade Frauenthor råkade han dock vid ett utfall ur fästningen på nytt i fångenskap. Axel Oxenstierna begärde i ett brev i augusti att Duwall, som då var sjuk skulle utväxlas, men ännu i oktober satt han fången i Dömitz och begärde pengar för att kunna köpa sig fri. Kort därefter var han på fri fot, och hjälpte sin bror med Jacob med värvning och utbildning av nya trupper. I augusti 1629 befann han sig på kungens uppdrag i Pillau och återreste i slutet av året till Sverige. Han kallas vid denna tid överste, och erhöll i början av 1630 chefskapet för Västerbottens regemente. Han deltog i kungens landstigning i Pommern och fick där uppdraget att säkra mynningen av Peene. I slutet av juli deltog han i angreppet på Wolgast. Redan i september avled han dock och begravdes i Nikolaikyrkan i Stralsund.
Duwall ägde flera gods i Uppland och lät 1629 köpa Hallkveds säteri i Funbo socken.